# South Miami
South Miami és una població dels Estats Units a l'estat de Florida. Segons el cens del 2007 tenia 10.769 habitants.

## Demografia
Segons el cens del 2000, South Miami tenia 10.741 habitants, 4.301 habitatges, i 2.593 famílies. La densitat de població era de 1.811 habitants/km².
Dels 4.301 habitatges en un 26,1% hi vivien nens de menys de 18 anys, en un 40,4% hi vivien parelles casades, en un 15,2% dones solteres, i en un 39,7% no eren unitats familiars. En el 30,7% dels habitatges hi vivien persones soles el 9% de les quals corresponia a persones de 65 anys o més que vivien soles. El nombre mitjà de persones vivint en cada habitatge era de 2,47 i el nombre mitjà de persones que vivien en cada família era de 3,15.
Per edats la població es repartia de la següent manera: un 22,7% tenia menys de 18 anys, un 8,2% entre 18 i 24, un 31,8% entre 25 i 44, un 23,7% de 45 a 60 i un 13,6% 65 anys o més.
L'edat mitjana era de 37 anys. Per cada 100 dones de 18 o més anys hi havia 90,4 homes.
La renda mitjana per habitatge era de 42.488 $ i la renda mitjana per família de 57.791 $. Els homes tenien una renda mitjana de 37.250 $ mentre que les dones 29.772 $. La renda per capita de la població era de 24.526 $. Entorn del 8,9% de les famílies i el 17,1% de la població estaven per davall del llindar de pobresa.

## Poblacions més properes
El següent diagrama mostra les poblacions més properes.